# لوي الليكري
لُوِي اللّيكَري (بالإنجليزية: Louie the Laker)‏ هو تميمة الحظ في الجامعة الحكومية في غراندفالي، وتقع في بلدة ألندل تشارتر، ميشيغان. يتكون زي لوي من وجه كرتوني كبير بفك كبير الحجم، وعبوس، وقميص مخطط باللونين الأزرق والأبيض، وسروال أزرق، وقبعة قبطان زرقاء، وحذاء أسود كبير. تتم مشاهدته في جميع مباريات كرة القدم وكذلك بشكل عشوائي حول الحرم الجامعي خلال الأحداث والفعاليات. وفقًا لمقاطع الفيديو القصيرة التي عُرضت في مباريات فريق لايكر لكرة القدم، فإن لوي الليكري ينام على خط الـ50 ياردة ويحلم بلعبة كرة القدم الأمريكية لفرقة ليكر.